# L'Espace d'un soir

L'Espace d'un soir est une série de bande dessinée publiée chez Delcourt à partir de (2007). La série en trois tomes est scénarisée par Brigitte Luciani et dessinée et colorisée par Colonel Moutarde.

## Albums
- L'espace d'un soir, 2007[1],[2]  (ISBN 978-2-7560-0473-0)
- Comédie d'amour, 2008[3]  (ISBN 978-2-7560-1133-2)
- Histoires cachées, 2009[4]  (ISBN 978-2-7560-1597-2)